# Dolinja vas
Dolinja vas (nemško Niederdorf) je naselje v Občini Velikovec v Okraju Velikovec na Koroškem v Avstriji.